# Copa Mundial de Fútbol Sub-20 de 2019
La Copa Mundial Sub-20 de la FIFA Polonia 2019 fue la XXII edición de la Copa Mundial de Fútbol Sub-20. Se disputó entre el 23 de mayo al 15 de junio de 2019. En el certamen participaron jugadores nacidos a partir del 1 de enero de 1999.

## Elección de la sede
El proceso de licitación para anunciar su interés de organizar el torneo inició el 7 de julio de 2017 y concluyó el 18 de agosto, hasta el 1 de noviembre se confirmará la candidatura. Los candidatos podrán optar para organizar tanto la Copa Mundial de Fútbol Sub-20 de 2019 como la Copa Mundial Sub-17 del mismo año. El Consejo de la FIFA designará a los dos países organizadores (uno del Mundial Sub-20 y otro del Mundial Sub-17) en el cuarto trimestre de 2017 o el primero de 2018. El Consejo de la FIFA designó a los dos países organizadores (uno del Mundial Sub-20 y otro del Mundial Sub-17) siendo Perú sede de la Copa Mundial Sub-17 (posteriormente remplazado por Brasil) y Polonia sede de la Copa Mundial Sub-20.
- India[4]
- México[5]
- Polonia

## Sedes
Seis ciudades fueron elegidas para organizar la competencia Bielsko-Biała, Bydgoszcz, Gdynia, Łódź, Tychy y Lublin. El Estadio Widzew de la ciudad de Łódź albergó la final del torneo.
| Polonia                                          | Polonia                                         | Polonia                                       | Polonia                                              |
| ------------------------------------------------ | ----------------------------------------------- | --------------------------------------------- | ---------------------------------------------------- |
| Bielsko-Biała Bydgoszcz Gdynia Łódź Lublin Tychy | Bydgoszcz                                       | Gdynia                                        | Łódź                                                 |
| Bielsko-Biała Bydgoszcz Gdynia Łódź Lublin Tychy | Estadio Zdzisław Krzyszkowiak Capacidad: 20.240 | Estadio Municipal de Gdynia Capacidad: 15.130 | Estadio Widzew Łódź Capacidad: 18.018                |
| Bielsko-Biała Bydgoszcz Gdynia Łódź Lublin Tychy |                                                 |                                               |                                                      |
| Bielsko-Biała Bydgoszcz Gdynia Łódź Lublin Tychy | Lublin                                          | Tychy                                         | Bielsko-Biała                                        |
| Bielsko-Biała Bydgoszcz Gdynia Łódź Lublin Tychy | Arena Lublin Capacidad: 15.500                  | Estadio Municipal de Tychy Capacidad: 15.300  | Estadio Municipal de Bielsko-Biała Capacidad: 15.070 |
| Bielsko-Biała Bydgoszcz Gdynia Łódź Lublin Tychy |                                                 |                                               |                                                      |

## Árbitros
| Confederación | Árbitro             | Asistentes                                   | Asistentes por vídeo | Árbitro de apoyo          |
| ------------- | ------------------- | -------------------------------------------- | --- | ------------------------- |
| AFC           | Ahmed Al-Kaf        | Abu Bakar Al-Amri Rashid Al-Ghaithi          | Ammar Al-Jeneibi Khamis Al-Marri Ming Fu                                                                                        | Ilgiz Tantashev           |
| AFC           | Muhammad Bin Jahari | Min Kiat Koh Abdul Hannan                    | Ammar Al-Jeneibi Khamis Al-Marri Ming Fu                                                                                        | Ilgiz Tantashev           |
| AFC           | Adham Makhadmeh     | Ahmad Al-Roalle Mohammad Al-Kalaf            | Ammar Al-Jeneibi Khamis Al-Marri Ming Fu                                                                                        | Ilgiz Tantashev           |
| CAF           | Mustapha Ghorbal    | Mahmoud Ahmed Mokrane Gourari                | Bakary Gassama Ghead Grisha Bamlak Tessema Weyesa                                                                               | Pacifique Ndabihawenimana |
| CAF           | Maguette N'Diaye    | Elvis Noupue Seydou Tiama                    | Bakary Gassama Ghead Grisha Bamlak Tessema Weyesa                                                                               | Pacifique Ndabihawenimana |
| CAF           | Ndala Ngambo        | Olivier Safari Souleimane Amaldine           | Bakary Gassama Ghead Grisha Bamlak Tessema Weyesa                                                                               | Pacifique Ndabihawenimana |
| Concacaf      | Ismail Elfath       | Kyle Atkins Corey Parker                     | Adonai Escobedo | Iván Barton               |
| Concacaf      | Fernando Guerrero   | Pablo Israel Hernández José Ibrahim Martínez | Adonai Escobedo | Iván Barton               |
| Concacaf      | Said Martínez       | Walter López Helpys Feliz                    | Adonai Escobedo | Iván Barton               |
| Conmebol      | Raphael Claus       | Danilo Manis Bruno Pires                     | Julio Bascuñán Andrés Rojas Wilton Sampaio Jesús Valenzuela Gery Vargas                                                         | Joel Alarcón              |
| Conmebol      | Leodán González     | Richard Trinidad Martín Soppi                | Julio Bascuñán Andrés Rojas Wilton Sampaio Jesús Valenzuela Gery Vargas                                                         | Joel Alarcón              |
| Conmebol      | Alexis Herrera      | Jorge Urrego Tulio Moreno                    | Julio Bascuñán Andrés Rojas Wilton Sampaio Jesús Valenzuela Gery Vargas                                                         | Joel Alarcón              |
| Conmebol      | Fernando Rapallini  | Diego Bonfá Gabriel Chade                    | Julio Bascuñán Andrés Rojas Wilton Sampaio Jesús Valenzuela Gery Vargas                                                         | Joel Alarcón              |
| OFC           | Abdelkader Zitouni  | Folio Moeaki Bernard Mutukera                | | David Yareboinen          |
| UEFA          | Benoît Bastien      | Hicham Zakrani Frédéric Haquette             | Artur Dias Soares Marco Guida Alejandro Hernández Hernández Juan Martínez Munuera Benoît Millot Paweł Raczkowski Pol van Boekel | Sandro Schärer            |
| UEFA          | Jesús Gil Manzano   | Ángel Nevado Rodríguez Diego Barbero Sevilla | Artur Dias Soares Marco Guida Alejandro Hernández Hernández Juan Martínez Munuera Benoît Millot Paweł Raczkowski Pol van Boekel | Sandro Schärer            |
| UEFA          | Ivan Kružliak       | Tomaš Somoláni Branislav Hancko              | Artur Dias Soares Marco Guida Alejandro Hernández Hernández Juan Martínez Munuera Benoît Millot Paweł Raczkowski Pol van Boekel | Sandro Schärer            |
| UEFA          | Davide Massa        | Filippo Meli Fabiano Petri                   | Artur Dias Soares Marco Guida Alejandro Hernández Hernández Juan Martínez Munuera Benoît Millot Paweł Raczkowski Pol van Boekel | Sandro Schärer            |
| UEFA          | Michael Oliver      | Simon Bennett Stuart Burt                    | Artur Dias Soares Marco Guida Alejandro Hernández Hernández Juan Martínez Munuera Benoît Millot Paweł Raczkowski Pol van Boekel | Sandro Schärer            |
| UEFA          | Daniel Siebert      | Jan Seidel Rafael Foltyn                     | Artur Dias Soares Marco Guida Alejandro Hernández Hernández Juan Martínez Munuera Benoît Millot Paweł Raczkowski Pol van Boekel | Sandro Schärer            |
| UEFA          | Slavko Vinčić       | Tomaž Klančnik Andraž Kovačič                | Artur Dias Soares Marco Guida Alejandro Hernández Hernández Juan Martínez Munuera Benoît Millot Paweł Raczkowski Pol van Boekel | Sandro Schärer            |

## Equipos participantes
La selección de Inglaterra no pudo defender su título debido a que no pasó la fase de grupos de la clasificatoria europea.
| Clasificatorias | Clasificatorias | Clasificatorias | Clasificatorias | Clasificatorias | Clasificatorias |
| --------------- | --------------- | --------------- | --------------- | --------------- | --------------- |
| CAF             | AFC             | UEFA            | Concacaf        | OFC             | Conmebol        |

| Equipos participantes | Equipos participantes | Equipos participantes | Equipos participantes |
| --------------------- | --------------------- | --------------------- | --------------------- |
| Arabia Saudita        | Estados Unidos        | México                | Portugal              |
| Argentina             | Francia               | Nigeria               | Senegal               |
| Catar                 | Honduras              | Noruega               | Sudáfrica             |
| Colombia              | Italia                | Nueva Zelanda         | Tahití                |
| Corea del Sur         | Japón                 | Panamá                | Ucrania               |
| Ecuador               | Malí                  | Polonia               | Uruguay               |

### Sorteo
El sorteo para definir los grupos del mundial Sub-20 se llevó a cabo en Gdynia Sports Arena en Gdynia, el 24 de febrero de 2019.
Los 24 equipos se dividieron en seis grupos de cuatro equipos, con el anfitrión Polonia sembrada automáticamente en el Bombo 1 y se colocó en la primera posición del Grupo A.
El sorteo comenzó con el anfitrión Polonia a A1, los equipos del Bombo 1 se sortearon primero, los equipos de los Bombos 2, 3 y 4 deben saltar grupos para evitar choques geográficos y no hay 2 equipos para jugar de la misma confederación, entonces el sorteo concluyó con los equipos de Bombo 4.
A partir de una clasificación basada en resultados deportivos, las 24 selecciones clasificadas se distribuyeron en cuatro bombos con seis equipos cada uno. Dicha clasificación se basa en los puntos obtenidos en los últimos cinco mundiales sub-20 (tres puntos por victoria, uno por empate y cero por derrota). Por tanto, la clasificación usada para los bombos se confecciona con los puntos obtenidos en los mundiales sub-20 de 2017, 2015, 2013, 2011 y 2009, indica la FIFA.
| Equipo | Equipo         | Pts Sorteo | 09  | 11  | 13  | 15  | 17   | CC    |
| Equipo | Equipo         | Pts Sorteo | 20% | 40% | 60% | 80% | 100% | 5 pts |
| ------ | -------------- | ---------- | --- | --- | --- | --- | ---- | ----- |
| 1      | Portugal       | 33.2       | -   | 14  | 7   | 13  | 8    | 5     |
| 2      | Uruguay        | 27.6       | 7   | 2   | 14  | 5   | 13   | -     |
| 3      | Estados Unidos | 22.2       | 3   | -   | 1   | 10  | 8    | 5     |
| 4      | Francia        | 22.2       | -   | 12  | 14  | -   | 9    | -     |
| 5      | México         | 15.6       | -   | 11  | 3   | 3   | 7    | -     |
| 6      | Malí           | 15         | -   | 0   | 2   | 11  | -    | 5     |
| 7      | Nigeria        | 13.8       | 3   | 12  | 6   | 6   | -    | -     |
| 8      | Nueva Zelanda  | 13         | -   | 2   | 0   | 4   | 4    | 5     |
| 9      | Colombia       | 12.8       | -   | 12  | 8   | 4   | -    | -     |
| 10     | Corea del Sur  | 12.6       | 7   | 4   | 6   | -   | 6    | -     |
| 11     | Italia         | 12.4       | 7   | -   | -   | -   | 11   | -     |
| 12     | Arabia Saudita | 11.4       | -   | 6   | -   | -   | 4    | 5     |
| 13     | Senegal        | 10.4       | -   | -   | -   | 8   | 4    | -     |
| 14     | Argentina      | 9          | -   | 11  | -   | 2   | 3    | -     |
| 15     | Ecuador        | 8.6        | -   | 4   | -   | -   | 2    | 5     |
| 16     | Ucrania        | 6.4        | -   | -   | -   | 8   | -    | -     |
| 17     | Honduras       | 6          | 3   | -   | -   | 3   | 3    | -     |
| 18     | Japón          | 4          | -   | -   | -   | -   | 4    | -     |
| 19     | Sudáfrica      | 1.8        | 4   | -   | -   | -   | 1    | -     |
| 20     | Panamá         | 1.2        | -   | 1   | -   | 1   | -    | -     |
| 21     | Catar          | 0          | -   | -   | -   | 0   | -    | -     |
| 21     | Noruega        | 0          | -   | -   | -   | -   | -    | -     |
| 21     | Polonia        | 0          | -   | -   | -   | -   | -    | -     |
| 21     | Tahití         | 0          | 0   | -   | -   | -   | -    | -     |

La distribución de los bombos es la siguiente:
| Bombo 1                                                            | Bombo 2                                                  | Bombo 3                                                   | Bombo 4                                     |
| ------------------------------------------------------------------ | -------------------------------------------------------- | --------------------------------------------------------- | ------------------------------------------- |
| Polonia (anfitrión) Portugal Uruguay Francia Estados Unidos México | Malí Nigeria Nueva Zelanda Colombia Corea del Sur Italia | Arabia Saudita Senegal Argentina Ecuador Ucrania Honduras | Japón Sudáfrica Panamá Noruega Catar Tahití |

## Fase de grupos
- El calendario de partidos fue anunciado el 14 de diciembre de 2018.
- Los horarios corresponden a la hora de Polonia (UTC+2).
- Acotaciones: Pts: Puntos; PJ: Partidos jugados; PG: Partidos ganados; PE: Partidos empatados; PP: Partidos perdidos; GF: Goles a favor; GC: Goles en contra; Dif: Diferencia de goles.

### Grupo A
| Equipo   | Pts | PJ | PG | PE | PP | GF | GC | Dif |
| -------- | --- | -- | -- | -- | -- | -- | -- | --- |
| Senegal  | 7   | 3  | 2  | 1  | 0  | 5  | 0  | 5   |
| Colombia | 6   | 3  | 2  | 0  | 1  | 8  | 2  | 6   |
| Polonia  | 4   | 3  | 1  | 1  | 1  | 5  | 2  | 3   |
| Tahití   | 0   | 3  | 0  | 0  | 3  | 0  | 14 | -14 |

| 23 de mayo de 2019, 18:00                                                          | Tahití | 0:3 (0:2) | Senegal          | Arena Lublin, Lublin                                          |                                                               |
|                                                                                    |        | Reporte   | Sagna 1' 29' 50' | Asistencia: 4661 espectadores Árbitro(s): Muhammad Bin Jahari | Asistencia: 4661 espectadores Árbitro(s): Muhammad Bin Jahari |
| Sagna anotó a los 9.6 segundos el gol más rápido en la historia de la competición. |        |           |                  |                                                               |                                                               |

| 23 de mayo de 2019, 20:30 | Polonia | 0:2 (0:1) | Colombia                    | Estadio Widzew Łódź, Łódź                                    |                                                              |
|                           |         | Reporte   | Angulo 23' · Sandoval 90+3' | Asistencia: 17 463 espectadores Árbitro(s): Mustapha Ghorbal | Asistencia: 17 463 espectadores Árbitro(s): Mustapha Ghorbal |

| 26 de mayo de 2019, 18:00 | Senegal                            | 2:0 (1:0) | Colombia | Arena Lublin, Lublin                                       |                                                            |
|                           | Niane 34' (pen.) · Lopy 85' (pen.) | Reporte   |          | Asistencia: 10 450 espectadores Árbitro(s): Michael Oliver | Asistencia: 10 450 espectadores Árbitro(s): Michael Oliver |

| 26 de mayo de 2019, 20:30 | Polonia                                                        | 5:0 (3:0) | Tahití | Estadio Widzew Łódź, Łódź                                |                                                          |
|                           | Bednarczyk 18' · Zyllla 37' · Steczyk 39' 61' · Benedyczak 74' | Reporte   |        | Asistencia: 15 894 espectadores Árbitro(s): Ahmed Al-Kaf | Asistencia: 15 894 espectadores Árbitro(s): Ahmed Al-Kaf |

| 29 de mayo de 2019, 20:30 | Senegal | 0:0     | Polonia | Estadio Widzew Łódź, Łódź                                 |                                                           |
|                           |         | Reporte |         | Asistencia: 15 829 espectadores Árbitro(s): Raphael Claus | Asistencia: 15 829 espectadores Árbitro(s): Raphael Claus |

| 29 de mayo de 2019, 20:30 | Colombia                                                | 6:0 (4:0) | Tahití | Arena Lublin, Lublin                                     |                                                          |
|                           | Sinisterra 8' 37' · Hernández 38' 42' 70' · Caicedo 87' | Reporte   |        | Asistencia: 4693 espectadores Árbitro(s): Daniel Siebert | Asistencia: 4693 espectadores Árbitro(s): Daniel Siebert |

### Grupo B

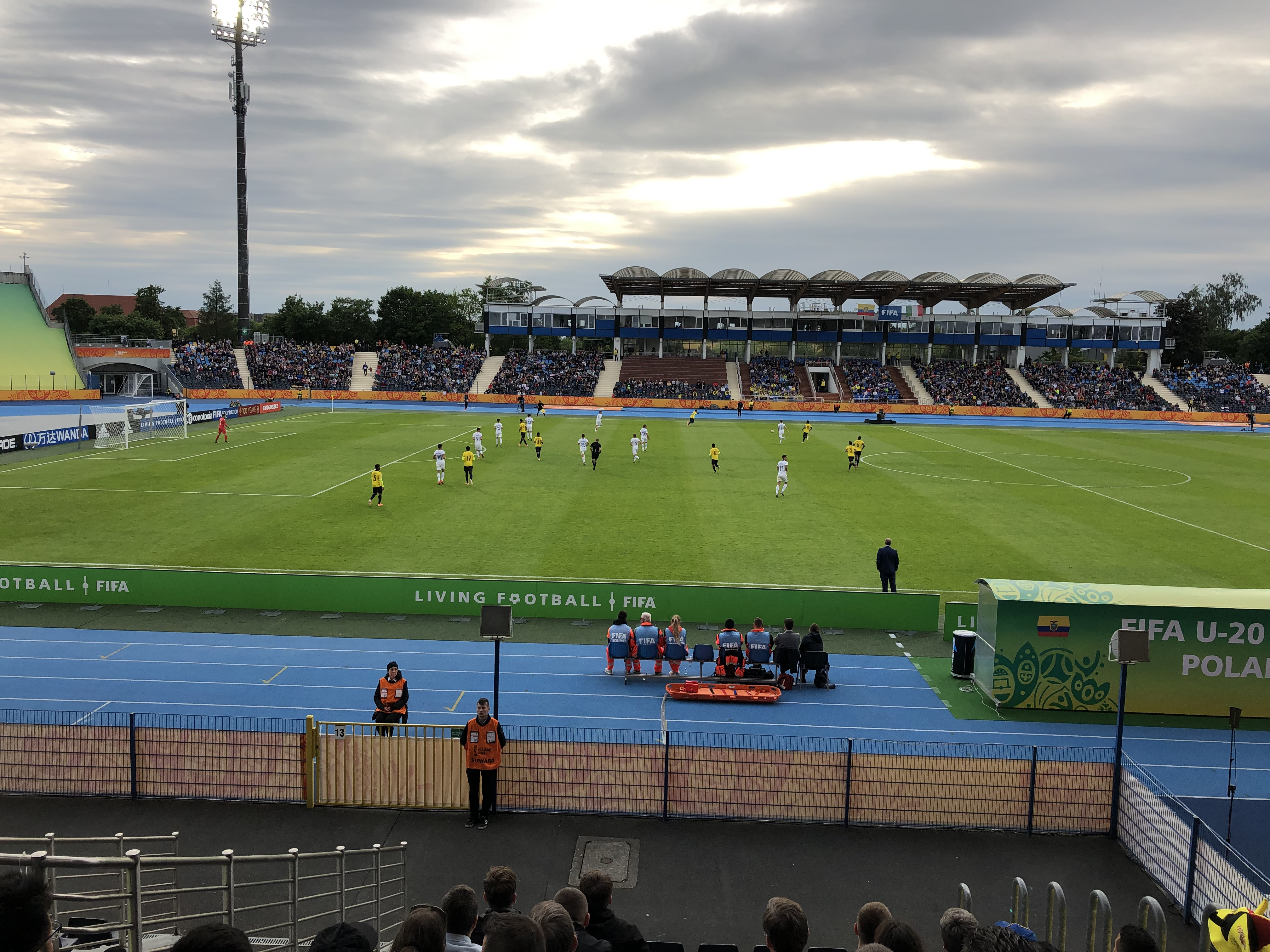
Partido de la fase de grupos, entre Italia y Ecuador, disputado en Bydgoszcz.

| Equipo  | Pts | PJ | PG | PE | PP | GF | GC | Dif |
| ------- | --- | -- | -- | -- | -- | -- | -- | --- |
| Italia  | 7   | 3  | 2  | 1  | 0  | 3  | 1  | 2   |
| Japón   | 5   | 3  | 1  | 2  | 0  | 4  | 1  | 3   |
| Ecuador | 4   | 3  | 1  | 1  | 1  | 2  | 2  | 0   |
| México  | 0   | 3  | 0  | 0  | 3  | 1  | 6  | -5  |

| 23 de mayo de 2019, 18:00 | México         | 1:2 (1:1) | Italia                    | Estadio Municipal, Gdynia                               |                                                         |
|                           | De la Rosa 37' | Reporte   | Frattesi 3' · Ranieri 67' | Asistencia: 7893 espectadores Árbitro(s): Raphael Claus | Asistencia: 7893 espectadores Árbitro(s): Raphael Claus |

| 23 de mayo de 2019, 20:30 | Japón      | 1:1 (0:1) | Ecuador           | Estadio Zdzisław Krzyszkowiak, Bydgoszcz                |                                                         |
|                           | Yamada 68' | Reporte   | Tagawa 45' (a.g.) | Asistencia: 3018 espectadores Árbitro(s): Slavko Vinčić | Asistencia: 3018 espectadores Árbitro(s): Slavko Vinčić |

| 26 de mayo de 2019, 15:30 | México | 0:3 (0:1) | Japón                          | Estadio Municipal, Gdynia                                |                                                          |
|                           |        | Reporte   | Miyashiro 21' 76' · Tagawa 52' | Asistencia: 4930 espectadores Árbitro(s): Daniel Siebert | Asistencia: 4930 espectadores Árbitro(s): Daniel Siebert |

| 26 de mayo de 2019, 18:00 | Ecuador | 0:1 (0:1) | Italia        | Estadio Zdzisław Krzyszkowiak, Bydgoszcz                  |                                                           |
|                           |         | Reporte   | Pinamonti 15' | Asistencia: 6717 espectadores Árbitro(s): Adham Makhadmeh | Asistencia: 6717 espectadores Árbitro(s): Adham Makhadmeh |

| 29 de mayo de 2019, 18:00 | Ecuador   | 1:0 (1:0) | México | Estadio Municipal, Gdynia                               |                                                         |
|                           | Plata 12' | Reporte   |        | Asistencia: 4208 espectadores Árbitro(s): Ivan Kružliak | Asistencia: 4208 espectadores Árbitro(s): Ivan Kružliak |

| 29 de mayo de 2019, 18:00 | Italia | 0:0     | Japón | Estadio Zdzisław Krzyszkowiak, Bydgoszcz                   |                                                            |
|                           |        | Reporte |       | Asistencia: 6702 espectadores Árbitro(s): Mustapha Ghorbal | Asistencia: 6702 espectadores Árbitro(s): Mustapha Ghorbal |

### Grupo C
| Equipo        | Pts | PJ | PG | PE | PP | GF | GC | Dif |
| ------------- | --- | -- | -- | -- | -- | -- | -- | --- |
| Uruguay       | 9   | 3  | 3  | 0  | 0  | 7  | 1  | 6   |
| Nueva Zelanda | 6   | 3  | 2  | 0  | 1  | 7  | 2  | 5   |
| Noruega       | 3   | 3  | 1  | 0  | 2  | 13 | 5  | 8   |
| Honduras      | 0   | 3  | 0  | 0  | 3  | 0  | 19 | -19 |

| 24 de mayo de 2019, 18:00 | Honduras | 0:5 (0:3) | Nueva Zelanda                                              | Arena Lublin, Lublin                                     |                                                          |
|                           |          | Reporte   | Diego 8' (a.g.) · Waine 17' 27' · Singh 51' · Conroy 90+1' | Asistencia: 4484 espectadores Árbitro(s): Alexis Herrera | Asistencia: 4484 espectadores Árbitro(s): Alexis Herrera |

| 24 de mayo de 2019, 20:30 | Uruguay                                 | 3:1 (2:0) | Noruega          | Estadio Widzew Łódź, Łódź                               |                                                         |
|                           | Núñez 21' · Ginella 29' · Rodríguez 87' | Reporte   | Borchgrevink 47' | Asistencia: 4626 espectadores Árbitro(s): Ismail Elfath | Asistencia: 4626 espectadores Árbitro(s): Ismail Elfath |

| 27 de mayo de 2019, 18:00 | Honduras | 0:2 (0:1) | Uruguay                           | Arena Lublin, Lublin                                        |                                                             |
|                           |          | Reporte   | Acevedo 41' · Schiappacasse 90+1' | Asistencia: 6173 espectadores Árbitro(s): Jesús Gil Manzano | Asistencia: 6173 espectadores Árbitro(s): Jesús Gil Manzano |

| 27 de mayo de 2019, 20:30 | Noruega | 0:2 (0:0) | Nueva Zelanda                       | Estadio Widzew Łódź, Łódź                              |                                                        |
|                           |         | Reporte   | Stensness 71' · Kitolano 83' (a.g.) | Asistencia: 2165 espectadores Árbitro(s): Ndala Ngambo | Asistencia: 2165 espectadores Árbitro(s): Ndala Ngambo |

| 30 de mayo de 2019, 18:00 | Noruega                                                                                       | 12:0 (5:0) | Honduras | Arena Lublin, Lublin                                          |                                                               |
| | Haaland 7' 20' 36' (pen.) 43' · 50' 67' 77' 88' 90' · Østigård 30' · Hauge 46' · Marković 82' | Reporte    |          | Asistencia: 5646 espectadores Árbitro(s): Muhammad Bin Jahari | Asistencia: 5646 espectadores Árbitro(s): Muhammad Bin Jahari |
| Erling Haaland es el primer jugador de la historia de la competición en anotar nueve goles en un mismo partido. Máxima goleada en la historia de esta competición. |                                                                                               |            |          |                                                               |                                                               |

| 30 de mayo de 2019, 18:00 | Nueva Zelanda | 0:2 (0:1) | Uruguay                     | Estadio Widzew Łódź, Łódź                                 |                                                           |
|                           |               | Reporte   | Núñez 40' · Rodríguez 90+5' | Asistencia: 4385 espectadores Árbitro(s): Adham Makhadmeh | Asistencia: 4385 espectadores Árbitro(s): Adham Makhadmeh |

### Grupo D
| Equipo         | Pts | PJ | PG | PE | PP | GF | GC | Dif |
| -------------- | --- | -- | -- | -- | -- | -- | -- | --- |
| Ucrania        | 7   | 3  | 2  | 1  | 0  | 4  | 2  | 2   |
| Estados Unidos | 6   | 3  | 2  | 0  | 1  | 4  | 2  | 2   |
| Nigeria        | 4   | 3  | 1  | 1  | 1  | 5  | 3  | 2   |
| Catar          | 0   | 3  | 0  | 0  | 3  | 0  | 6  | -6  |

| 24 de mayo de 2019, 18:00 | Catar | 0:4 (0:2) | Nigeria                                                    | Estadio Municipal, Tychy                                    |                                                             |
|                           |       | Reporte   | Effiom 12' · Offia 24' · Dele-Bashiru 68' · Salawudeen 74' | Asistencia: 3010 espectadores Árbitro(s): Fernando Guerrero | Asistencia: 3010 espectadores Árbitro(s): Fernando Guerrero |

| 24 de mayo de 2019, 20:30 | Ucrania                 | 2:1 (1:1) | Estados Unidos | Estadio Municipal, Bielsko-Biała                           |                                                            |
|                           | Buletsa 26' · Popov 51' | Reporte   | Servania 32'   | Asistencia: 4310 espectadores Árbitro(s): Maguette N'Diaye | Asistencia: 4310 espectadores Árbitro(s): Maguette N'Diaye |

| 27 de mayo de 2019, 18:00 | Catar | 0:1 (0:0) | Ucrania   | Estadio Municipal, Tychy                                  |                                                           |
|                           |       | Reporte   | Popov 59' | Asistencia: 3513 espectadores Árbitro(s): Héctor Martínez | Asistencia: 3513 espectadores Árbitro(s): Héctor Martínez |

| 27 de mayo de 2019, 20:30 | Estados Unidos | 2:0 (1:0) | Nigeria | Estadio Municipal, Bielsko-Biała                         |                                                          |
|                           | Soto 18' 46'   | Reporte   |         | Asistencia: 3427 espectadores Árbitro(s): Benoît Bastien | Asistencia: 3427 espectadores Árbitro(s): Benoît Bastien |

| 30 de mayo de 2019, 20:30 | Estados Unidos | 1:0 (0:0) | Catar | Estadio Municipal, Tychy                                     |                                                              |
|                           | Weah 76'       | Reporte   |       | Asistencia: 3651 espectadores Árbitro(s): Abdelkader Zitouni | Asistencia: 3651 espectadores Árbitro(s): Abdelkader Zitouni |

| 30 de mayo de 2019, 20:30 | Nigeria           | 1:1 (0:1) | Ucrania   | Estadio Municipal, Bielsko-Biała                             |                                                              |
|                           | Tijani 51' (pen.) | Reporte   | Sikan 30' | Asistencia: 3143 espectadores Árbitro(s): Fernando Rapallini | Asistencia: 3143 espectadores Árbitro(s): Fernando Rapallini |

### Grupo E
| Equipo         | Pts | PJ | PG | PE | PP | GF | GC | Dif |
| -------------- | --- | -- | -- | -- | -- | -- | -- | --- |
| Francia        | 9   | 3  | 3  | 0  | 0  | 7  | 2  | 5   |
| Malí           | 4   | 3  | 1  | 1  | 1  | 7  | 7  | 0   |
| Panamá         | 4   | 3  | 1  | 1  | 1  | 3  | 4  | -1  |
| Arabia Saudita | 0   | 3  | 0  | 0  | 3  | 4  | 8  | -4  |

| 25 de mayo de 2019, 18:00 | Panamá             | 1:1 (0:1) | Malí      | Estadio Zdzisław Krzyszkowiak, Bydgoszcz               |                                                        |
|                           | Valanta 87' (pen.) | Reporte   | Konte 39' | Asistencia: 2002 espectadores Árbitro(s): Davide Massa | Asistencia: 2002 espectadores Árbitro(s): Davide Massa |

| 25 de mayo de 2019, 18:00 | Francia                 | 2:0 (1:0) | Arabia Saudita | Estadio Municipal, Gdynia                                    |                                                              |
|                           | Fofana 43' · Gouiri 75' | Reporte   |                | Asistencia: 9355 espectadores Árbitro(s): Fernando Rapallini | Asistencia: 9355 espectadores Árbitro(s): Fernando Rapallini |

| 28 de mayo de 2019, 18:00 | Panamá | 0:2 (0:1) | Francia                    | Estadio Zdzisław Krzyszkowiak, Bydgoszcz                  |                                                           |
|                           |        | Reporte   | Zagadou 44' · Cuisance 52' | Asistencia: 5656 espectadores Árbitro(s): Leodán González | Asistencia: 5656 espectadores Árbitro(s): Leodán González |

| 28 de mayo de 2019, 20:30 | Arabia Saudita                                           | 3:4 (2:1) | Malí                                           | Estadio Municipal, Gdynia                               |                                                         |
|                           | Al-Buraikan 9' · Al-Tambakti 20' (pen.) · Al-Ghannam 64' | Reporte   | Koita 36' · Koné 54' · Traoré 70' · Camara 90' | Asistencia: 1707 espectadores Árbitro(s): Slavko Vinčić | Asistencia: 1707 espectadores Árbitro(s): Slavko Vinčić |

| 31 de mayo de 2019, 18:00                               | Arabia Saudita  | 1:2 (0:1) | Panamá                    | Estadio Zdzisław Krzyszkowiak, Bydgoszcz               |                                                        |
|                                                         | Al-Buraikan 53' | Reporte   | McKenzie 7' · Valanta 78' | Asistencia: 3305 espectadores Árbitro(s): Ndala Ngambo | Asistencia: 3305 espectadores Árbitro(s): Ndala Ngambo |
| Primera clasificación de Panamá a los octavos de final. |                 |           |                           |                                                        |                                                        |

| 31 de mayo de 2019, 18:00 | Malí                      | 2:3 (1:1) | Francia                                      | Estadio Municipal, Gdynia                                 |                                                           |
|                           | Koita 14' · Diakite 90+5' | Reporte   | Cuisance 12' · Diaby 65' (pen.) · Gouiri 87' | Asistencia: 5445 espectadores Árbitro(s): Héctor Martínez | Asistencia: 5445 espectadores Árbitro(s): Héctor Martínez |

### Grupo F
| Equipo        | Pts | PJ | PG | PE | PP | GF | GC | Dif |
| ------------- | --- | -- | -- | -- | -- | -- | -- | --- |
| Argentina     | 6   | 3  | 2  | 0  | 1  | 8  | 4  | 4   |
| Corea del Sur | 6   | 3  | 2  | 0  | 1  | 3  | 2  | 1   |
| Portugal      | 4   | 3  | 1  | 1  | 1  | 2  | 3  | -1  |
| Sudáfrica     | 1   | 3  | 0  | 1  | 2  | 3  | 7  | -4  |

| 25 de mayo de 2019, 15:30 | Portugal   | 1:0 (1:0) | Corea del Sur | Estadio Municipal, Bielsko-Biała                             |                                                              |
|                           | Trincão 7' | Reporte   |               | Asistencia: 8677 espectadores Árbitro(s): Abdelkader Zitouni | Asistencia: 8677 espectadores Árbitro(s): Abdelkader Zitouni |

| 25 de mayo de 2019, 20:30 | Argentina                                                  | 5:2 (1:1) | Sudáfrica                        | Estadio Municipal, Tychy                                  |                                                           |
|                           | Vera 4' · Barco 63' (pen.) 70' · Álvarez 78' · Gaich 90+1' | Reporte   | Phillips 23' · Foster 85' (pen.) | Asistencia: 10 698 espectadores Árbitro(s): Ivan Kružliak | Asistencia: 10 698 espectadores Árbitro(s): Ivan Kružliak |

| 28 de mayo de 2019, 18:00 | Portugal | 0:2 (0:1) | Argentina             | Estadio Municipal, Bielsko-Biała                          |                                                           |
|                           |          | Reporte   | Gaich 33' · Pérez 84' | Asistencia: 11 874 espectadores Árbitro(s): Ismail Elfath | Asistencia: 11 874 espectadores Árbitro(s): Ismail Elfath |

| 28 de mayo de 2019, 20:30 | Sudáfrica | 0:1 (0:0) | Corea del Sur    | Estadio Municipal, Tychy                                    |                                                             |
|                           |           | Reporte   | Kim Hyun-woo 68' | Asistencia: 2698 espectadores Árbitro(s): Fernando Guerrero | Asistencia: 2698 espectadores Árbitro(s): Fernando Guerrero |

| 31 de mayo de 2019, 20:30 | Sudáfrica          | 1:1 (0:1) | Portugal | Estadio Municipal, Bielsko-Biała                         |                                                          |
|                           | Monyane 53' (pen.) | Reporte   | Leão 19' | Asistencia: 7429 espectadores Árbitro(s): Alexis Herrera | Asistencia: 7429 espectadores Árbitro(s): Alexis Herrera |

| 31 de mayo de 2019, 20:30 | Corea del Sur                      | 2:1 (1:0) | Argentina    | Estadio Municipal, Tychy                                   |                                                            |
|                           | Oh Se-hun 42' · Cho Young-wook 57' | Reporte   | Ferreira 88' | Asistencia: 10 129 espectadores Árbitro(s): Benoît Bastien | Asistencia: 10 129 espectadores Árbitro(s): Benoît Bastien |

### Mejores terceros
| Equipo   | Gr | Pts | PJ | PG | PE | PP | GF | GC | Dif |
| -------- | -- | --- | -- | -- | -- | -- | -- | -- | --- |
| Polonia  | A  | 4   | 3  | 1  | 1  | 1  | 5  | 2  | 3   |
| Nigeria  | D  | 4   | 3  | 1  | 1  | 1  | 5  | 3  | 2   |
| Ecuador  | B  | 4   | 3  | 1  | 1  | 1  | 2  | 2  | 0   |
| Panamá   | E  | 4   | 3  | 1  | 1  | 1  | 3  | 4  | -1  |
| Portugal | F  | 4   | 3  | 1  | 1  | 1  | 2  | 3  | -1  |
| Noruega  | C  | 3   | 3  | 1  | 0  | 2  | 13 | 5  | 8   |

## Segunda fase
Comprende octavos y cuartos de final, semifinales y final.
Los emparejamientos de los octavos de final se definirán de la siguiente manera:
- Partido 1: 2.° del grupo A v 2.° del grupo C
- Partido 2: 1.° del grupo D v 3.° del grupo B/E/F
- Partido 3: 1.° del grupo B v 3.° del grupo A/C/D
- Partido 4: 1.° del grupo F v 2.° del grupo E
- Partido 5: 1.° del grupo C v 3.° del grupo A/B/F
- Partido 6: 1.° del grupo E v 2.° del grupo D
- Partido 7: 1.° del grupo A v 3.° del grupo C/D/E
- Partido 8: 2.° del grupo B v 2.° del grupo F

Los emparejamientos de los partidos 2, 3, 5 y 7 dependen de los grupos de que provengan los equipos que ocupen el tercer puesto que clasifiquen. La siguiente tabla muestra las diferentes opciones para definir a los rivales de los ganadores de los grupos A, B, C y D.
     – Combinación que se dio en esta edición.
| Si los 4 mejores terceros son de los grupos: | El 1.° del grupo A juega con: | El 1.° del grupo B juega con: | El 1.° del grupo C juega con: | El 1.° del grupo D juega con: |
| -------------------------------------------- | ----------------------------- | ----------------------------- | ----------------------------- | ----------------------------- |
| A, B, C y D                                  | 3.° del grupo C               | 3.° del grupo D               | 3.° del grupo A               | 3.° del grupo B               |
| A, B, C y E                                  | 3.° del grupo C               | 3.° del grupo A               | 3.° del grupo B               | 3.° del grupo E               |
| A, B, C y F                                  | 3.° del grupo C               | 3.° del grupo A               | 3.° del grupo B               | 3.° del grupo F               |
| A, B, D y E                                  | 3.° del grupo D               | 3.° del grupo A               | 3.° del grupo B               | 3.° del grupo E               |
| A, B, D y F                                  | 3.° del grupo D               | 3.° del grupo A               | 3.° del grupo B               | 3.° del grupo F               |
| A, B, E y F                                  | 3.° del grupo E               | 3.° del grupo A               | 3.° del grupo B               | 3.° del grupo F               |
| A, C, D y E                                  | 3.° del grupo C               | 3.° del grupo D               | 3.° del grupo A               | 3.° del grupo E               |
| A, C, D y F                                  | 3.° del grupo C               | 3.° del grupo D               | 3.° del grupo A               | 3.° del grupo F               |
| A, C, E y F                                  | 3.° del grupo C               | 3.° del grupo A               | 3.° del grupo F               | 3.° del grupo E               |
| A, D, E y F                                  | 3.° del grupo D               | 3.° del grupo A               | 3.° del grupo F               | 3.° del grupo E               |
| B, C, D y E                                  | 3.° del grupo C               | 3.° del grupo D               | 3.° del grupo B               | 3.° del grupo E               |
| B, C, D y F                                  | 3.° del grupo C               | 3.° del grupo D               | 3.° del grupo B               | 3.° del grupo F               |
| B, C, E y F                                  | 3.° del grupo E               | 3.° del grupo C               | 3.° del grupo B               | 3.° del grupo F               |
| B, D, E y F                                  | 3.° del grupo E               | 3.° del grupo D               | 3.° del grupo B               | 3.° del grupo F               |
| C, D, E y F                                  | 3.° del grupo C               | 3.° del grupo D               | 3.° del grupo F               | 3.° del grupo E               |

### Cuadro de desarrollo
|  | Octavos de final           | Octavos de final           |                            |       | Cuartos de final             | Cuartos de final             |                      |                      | Semifinales | Semifinales |  |  | Final | Final |
|  |                            |                            |                            |       |                              |                              |                      |                      |             |             |  |  |       |       |
|  | 2 de junio – Łódź          |                            |                            |       |                              |                              |                      |                      |             |             |  |  |       |       |
|  |                            |                            |                            |       |                              |                              |                      |                      |             |             |  |  |       |       |
|  | Colombia (p.)              | 1 (5)                      |                            |       |                              |                              |                      |                      |             |             |  |  |       |       |
|  | Colombia (p.)              | 1 (5)                      | 7 de junio – Łódź          |       |                              |                              |                      |                      |             |             |  |  |       |       |
|  | Nueva Zelanda              | 1 (4)                      |                            |       |                              |                              |                      |                      |             |             |  |  |       |       |
|  | Nueva Zelanda              | 1 (4)                      | Colombia                   | 0     |                              |                              |                      |                      |             |             |  |  |       |       |
|  | 3 de junio – Tychy         |                            | Colombia                   | 0     |                              |                              |                      |                      |             |             |  |  |       |       |
|  |                            | Ucrania                    | 1                          |       |                              |                              |                      |                      |             |             |  |  |       |       |
|  | Ucrania                    | Ucrania                    | 1                          | 4     |                              |                              |                      |                      |             |             |  |  |       |       |
|  | Ucrania                    |                            | 11 de junio – Gdynia       | 4     |                              |                              |                      |                      |             |             |  |  |       |       |
|  | Panamá                     | 1                          |                            |       |                              |                              |                      |                      |             |             |  |  |       |       |
|  | Panamá                     | 1                          | Ucrania                    | 1     |                              |                              |                      |                      |             |             |  |  |       |       |
|  | 2 de junio – Gdynia        |                            | Ucrania                    | 1     |                              |                              |                      |                      |             |             |  |  |       |       |
|  |                            | Italia                     | 0                          |       |                              |                              |                      |                      |             |             |  |  |       |       |
|  | Italia                     | Italia                     | 0                          | 1     |                              |                              |                      |                      |             |             |  |  |       |       |
|  | Italia                     | 7 de junio – Tychy         |                            | 1     |                              |                              |                      |                      |             |             |  |  |       |       |
|  | Polonia                    | 0                          |                            |       |                              |                              |                      |                      |             |             |  |  |       |       |
|  | Polonia                    | 0                          | Italia                     | 4     |                              |                              |                      |                      |             |             |  |  |       |       |
|  | 4 de junio – Bielsko-Biała |                            | Italia                     | 4     |                              |                              |                      |                      |             |             |  |  |       |       |
|  |                            | Malí                       | 2                          |       |                              |                              |                      |                      |             |             |  |  |       |       |
|  | Argentina                  | Malí                       | 2                          | 2 (4) |                              |                              |                      |                      |             |             |  |  |       |       |
|  | Argentina                  |                            | 15 de junio – Łódź         | 2 (4) |                              |                              |                      |                      |             |             |  |  |       |       |
|  | Malí (p.)                  | 2 (5)                      |                            |       |                              |                              |                      |                      |             |             |  |  |       |       |
|  | Malí (p.)                  | 2 (5)                      | Ucrania                    | 3     |                              |                              |                      |                      |             |             |  |  |       |       |
|  | 4 de junio – Bydgoszcz     |                            | Ucrania                    | 3     |                              |                              |                      |                      |             |             |  |  |       |       |
|  |                            | Corea del Sur              | 1                          |       |                              |                              |                      |                      |             |             |  |  |       |       |
|  | Francia                    | Corea del Sur              | 1                          | 2     |                              |                              |                      |                      |             |             |  |  |       |       |
|  | Francia                    | 8 de junio – Gdynia        |                            | 2     |                              |                              |                      |                      |             |             |  |  |       |       |
|  | Estados Unidos             | 3                          |                            |       |                              |                              |                      |                      |             |             |  |  |       |       |
|  | Estados Unidos             | 3                          | Estados Unidos             | 1     |                              |                              |                      |                      |             |             |  |  |       |       |
|  | 3 de junio – Lublin        |                            | Estados Unidos             | 1     |                              |                              |                      |                      |             |             |  |  |       |       |
|  |                            | Ecuador                    | 2                          |       |                              |                              |                      |                      |             |             |  |  |       |       |
|  | Uruguay                    | Ecuador                    | 2                          | 1     |                              |                              |                      |                      |             |             |  |  |       |       |
|  | Uruguay                    |                            | 11 de junio – Lublin       | 1     |                              |                              |                      |                      |             |             |  |  |       |       |
|  | Ecuador                    | 3                          |                            |       |                              |                              |                      |                      |             |             |  |  |       |       |
|  | Ecuador                    | 3                          | Ecuador                    | 0     |                              |                              |                      |                      |             |             |  |  |       |       |
|  | 4 de junio – Lublin        |                            | Ecuador                    | 0     |                              |                              |                      |                      |             |             |  |  |       |       |
|  |                            | Corea del Sur              | 1                          |       | Partido por el tercer puesto | Partido por el tercer puesto |                      |                      |             |             |  |  |       |       |
|  | Japón                      | Corea del Sur              | 1                          | 0     | Partido por el tercer puesto | Partido por el tercer puesto |                      |                      |             |             |  |  |       |       |
|  | Japón                      | 8 de junio – Bielsko-Biała | 8 de junio – Bielsko-Biała | 0     |                              |                              | 14 de junio – Gdynia | 14 de junio – Gdynia |             |             |  |  |       |       |
|  | Corea del Sur              | 8 de junio – Bielsko-Biała | 8 de junio – Bielsko-Biała | 1     |                              |                              | 14 de junio – Gdynia | 14 de junio – Gdynia |             |             |  |  |       |       |
|  | Corea del Sur              | Corea del Sur (p.)         | 3 (3)                      | 1     | Italia                       | 0                            |                      |                      |             |             |  |  |       |       |
|  | 3 de junio – Łódź          | Corea del Sur (p.)         | 3 (3)                      |       | Italia                       | 0                            |                      |                      |             |             |  |  |       |       |
|  |                            | Senegal                    | 3 (2)                      |       | Ecuador (t. s.)              | 1                            |                      |                      |             |             |  |  |       |       |
|  | Senegal                    | Senegal                    | 3 (2)                      | 2     | Ecuador (t. s.)              | 1                            |                      |                      |             |             |  |  |       |       |
|  | Senegal                    |                            |                            | 2     |                              |                              |                      |                      |             |             |  |  |       |       |
|  | Nigeria                    | 1                          |                            |       |                              |                              |                      |                      |             |             |  |  |       |       |
|  | Nigeria                    | 1                          |                            |       |                              |                              |                      |                      |             |             |  |  |       |       |

### Octavos de final
| 2 de junio de 2019, 17:30 | Italia               | 1:0 (1:0) | Polonia | Estadio Municipal, Gdynia                                     |                                                               |
|                           | Pinamonti 38' (pen.) | Reporte   |         | Asistencia: 10 232 espectadores Árbitro(s): Jesús Gil Manzano | Asistencia: 10 232 espectadores Árbitro(s): Jesús Gil Manzano |

| 2 de junio de 2019, 20:30 | Colombia                                                        | 1:1 (1:1, 1:1) (t. s.)(5:4 p.) | Nueva Zelanda                                                | Estadio Widzew Łódź, Łódź                              |                                                        |
|                           | Reyes 11'                                                       | Reporte                        | Just 35'                                                     | Asistencia: 9283 espectadores Árbitro(s): Ahmed Al-Kaf | Asistencia: 9283 espectadores Árbitro(s): Ahmed Al-Kaf |
|                           |                                                                 | Tiros desde el punto penal     |                                                              |                                                        |                                                        |
|                           | Vera · Carbonero · Perea · Sandoval · Angulo · Balanta · Cuesta |                                | Singh · Bell · Mata · Stensness · McCowatt · Cacace · Conroy |                                                        |                                                        |

| 3 de junio de 2019, 17:30                                | Uruguay    | 1:3 (1:1) | Ecuador                                               | Arena Lublin, Lublin                                       |                                                            |
|                                                          | Araújo 11' | Reporte   | Alvarado 31' (pen.) · Quintero 75' · Plata 82' (pen.) | Asistencia: 10 562 espectadores Árbitro(s): Michael Oliver | Asistencia: 10 562 espectadores Árbitro(s): Michael Oliver |
| Primera clasificación de Ecuador a los cuartos de final. |            |           |                                                       |                                                            |                                                            |

| 3 de junio de 2019, 17:30                                | Ucrania                                   | 4:1 (3:0) | Panamá     | Estadio Municipal, Tychy                                  |                                                           |
|                                                          | Sikan 23' 45+1' · Popov 41' · Buletsa 83' | Reporte   | Walker 50' | Asistencia: 7219 espectadores Árbitro(s): Leodán González | Asistencia: 7219 espectadores Árbitro(s): Leodán González |
| Primera clasificación de Ucrania a los cuartos de final. |                                           |           |            |                                                           |                                                           |

| 3 de junio de 2019, 20:30 | Senegal                 | 2:1 (2:0) | Nigeria        | Estadio Widzew Łódź, Łódź                              |                                                        |
|                           | Sagna 37' · Niane 45+3' | Reporte   | Makanjuola 50' | Asistencia: 6854 espectadores Árbitro(s): Davide Massa | Asistencia: 6854 espectadores Árbitro(s): Davide Massa |

| 4 de junio de 2019, 17:30 | Japón | 0:1 (0:0) | Corea del Sur | Arena Lublin, Lublin                                         |                                                              |
|                           |       | Reporte   | Oh Se-hun 84' | Asistencia: 10 021 espectadores Árbitro(s): Maguette N'Diaye | Asistencia: 10 021 espectadores Árbitro(s): Maguette N'Diaye |

| 4 de junio de 2019, 17:30 | Francia                 | 2:3 (1:1) | Estados Unidos              | Estadio Zdzisław Krzyszkowiak, Bydgoszcz                |                                                         |
|                           | Gouiri 41' · Alioui 55' | Reporte   | Soto 25' 74' · Rennicks 83' | Asistencia: 8469 espectadores Árbitro(s): Raphael Claus | Asistencia: 8469 espectadores Árbitro(s): Raphael Claus |

| 4 de junio de 2019, 20:30 | Argentina                               | 2:2 (1:1, 0:0) (t. s.)(4:5 p.) | Malí                                     | Estadio Municipal, Bielsko-Biała                            |                                                             |
|                           | Gaich 49' · Diaby 91' (a.g.)            | Reporte                        | Diaby 67' · Konté 120+1'                 | Asistencia: 9146 espectadores Árbitro(s): Fernando Guerrero | Asistencia: 9146 espectadores Árbitro(s): Fernando Guerrero |
|                           |                                         | Tiros desde el punto penal     |                                          |                                                             |                                                             |
|                           | Pérez · Chancalay · Gaich · Sosa · Vera |                                | Dramé · Traoré · Koita · Diaby · Sissoko |                                                             |                                                             |

### Cuartos de final
| 7 de junio de 2019, 15:30                       | Colombia | 0:1 (0:1) | Ucrania   | Estadio Widzew Łódź, Łódź                                  |                                                            |
|                                                 |          | Reporte   | Sikan 11' | Asistencia: 8443 espectadores Árbitro(s): Mustapha Ghorbal | Asistencia: 8443 espectadores Árbitro(s): Mustapha Ghorbal |
| Primera clasificación de Ucrania a semifinales. |          |           |           |                                                            |                                                            |

| 7 de junio de 2019, 18:30 | Italia                                                    | 4:2 (1:1) | Malí                   | Estadio Municipal, Tychy                                  |                                                           |
|                           | Kone 12' (a.g.) · Pinamonti 60' 83' (pen.) · Frattesi 84' | Reporte   | Koita 38' · Camara 79' | Asistencia: 11 567 espectadores Árbitro(s): Ismail Elfath | Asistencia: 11 567 espectadores Árbitro(s): Ismail Elfath |

| 8 de junio de 2019, 17:30                       | Estados Unidos | 1:2 (1:2) | Ecuador                      | Estadio Municipal, Gdynia                                |                                                          |
|                                                 | Weah 36'       | Reporte   | Cifuentes 30' · Espinoza 43' | Asistencia: 6389 espectadores Árbitro(s): Benoît Bastien | Asistencia: 6389 espectadores Árbitro(s): Benoît Bastien |
| Primera clasificación de Ecuador a semifinales. |                |           |                              |                                                          |                                                          |

| 8 de junio de 2019, 20:30 | Corea del Sur                                                      | 3:3 (2:2, 0:1) (t. s.)(3:2 p.) | Senegal                                     | Estadio Municipal, Bielsko-Biała                            |                                                             |
|                           | Lee Kang-in 62' (pen.) · Lee Ji-sol 90+8' · Cho Young-wook 96'     | Reporte                        | Diagne 37' · Niane 76' (pen.) · Ciss 120+1' | Asistencia: 10 627 espectadores Árbitro(s): Leodán González | Asistencia: 10 627 espectadores Árbitro(s): Leodán González |
|                           |                                                                    | Tiros desde el punto penal     |                                             |                                                             |                                                             |
|                           | Kim Jung-Min · Cho Young-wook · Um Won-sang · Choi Jun · Oh Se-hun |                                | Danfa · Mbow · Ciss · Ndiaye · Diagne       |                                                             |                                                             |

### Semifinales
| 11 de junio de 2019, 17:30                   | Ucrania     | 1:0 (0:0) | Italia | Estadio Municipal, Gdynia                               |                                                         |
|                                              | Buletsa 65' | Reporte   |        | Asistencia: 7776 espectadores Árbitro(s): Raphael Claus | Asistencia: 7776 espectadores Árbitro(s): Raphael Claus |
| Primera clasificación de Ucrania a la final. |             |           |        |                                                         |                                                         |

| 11 de junio de 2019, 20:30                         | Ecuador | 0:1 (0:1) | Corea del Sur | Arena Lublin, Lublin                                       |                                                            |
|                                                    |         | Reporte   | Choi Jun 39'  | Asistencia: 12 614 espectadores Árbitro(s): Michael Oliver | Asistencia: 12 614 espectadores Árbitro(s): Michael Oliver |
| Primera clasificación de Corea del Sur a la final. |         |           |               |                                                            |                                                            |

### Tercer puesto
| 14 de junio de 2019, 20:30 | Italia | 0:1 (0:0, 0:0) (t. s.) | Ecuador   | Estadio Municipal, Gdynia                                   |                                                             |
|                            |        | Reporte                | Mina 104' | Asistencia: 8937 espectadores Árbitro(s): Jesús Gil Manzano | Asistencia: 8937 espectadores Árbitro(s): Jesús Gil Manzano |

### Final
| 15 de junio de 2019, 18:00 | Ucrania                             | 3:1 (1:1) | Corea del Sur         | Estadio Widzew Łódź, Łódź                                 |                                                           |
|                            | Supriaha 34' 52' · Tsitaishvili 89' | Reporte   | Lee Kang-in 4' (pen.) | Asistencia: 16 344 espectadores Árbitro(s): Ismail Elfath | Asistencia: 16 344 espectadores Árbitro(s): Ismail Elfath |

|                             |
| Bandera de Ucrania          |
| Campeón Ucrania 1.er título |

## Estadísticas

### Posiciones finales

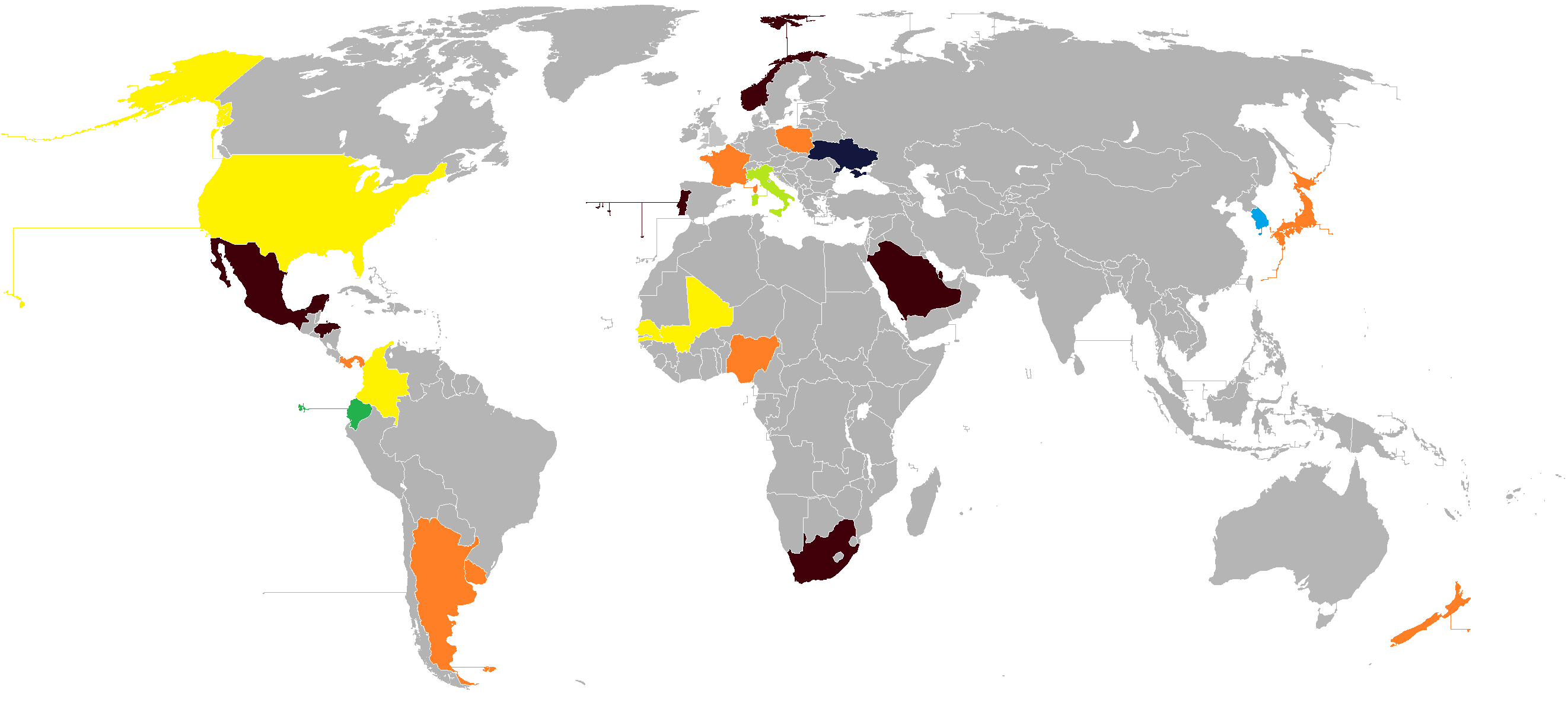
Mapa según los resultados obtenidos

| Equipo | Equipo         | Pts | PJ | PG | PE | PP | GF | GC | Dif | Rend  |
| ------ | -------------- | --- | -- | -- | -- | -- | -- | -- | --- | ----- |
| 1      | Ucrania        | 19  | 7  | 6  | 1  | 0  | 13 | 4  | +9  | 90,4% |
| 2      | Corea del Sur  | 13  | 7  | 4  | 1  | 2  | 9  | 8  | +1  | 61,9% |
| 3      | Ecuador        | 13  | 7  | 4  | 1  | 2  | 8  | 5  | +3  | 61,9% |
| 4      | Italia         | 13  | 7  | 4  | 1  | 2  | 8  | 5  | +3  | 61,9% |
| 5      | Senegal        | 11  | 5  | 3  | 2  | 0  | 10 | 4  | +6  | 73,3% |
| 6      | Estados Unidos | 9   | 5  | 3  | 0  | 2  | 8  | 6  | +2  | 60%   |
| 7      | Colombia       | 7   | 5  | 2  | 1  | 2  | 9  | 4  | +5  | 46,6% |
| 8      | Malí           | 5   | 5  | 1  | 2  | 2  | 11 | 13 | -2  | 33,3% |
| 9      | Francia        | 9   | 4  | 3  | 0  | 1  | 9  | 5  | +4  | 75%   |
| 10     | Uruguay        | 9   | 4  | 3  | 0  | 1  | 8  | 4  | +4  | 75%   |
| 11     | Nueva Zelanda  | 7   | 4  | 2  | 1  | 1  | 8  | 3  | +5  | 58,3% |
| 12     | Argentina      | 7   | 4  | 2  | 1  | 1  | 10 | 6  | +4  | 58,3% |
| 13     | Japón          | 5   | 4  | 1  | 2  | 1  | 4  | 2  | +2  | 41,6% |
| 14     | Polonia        | 4   | 4  | 1  | 1  | 2  | 5  | 3  | +2  | 33,3% |
| 15     | Nigeria        | 4   | 4  | 1  | 1  | 2  | 6  | 5  | +1  | 33,3% |
| 16     | Panamá         | 4   | 4  | 1  | 1  | 2  | 4  | 8  | -4  | 33,3% |
| 17     | Portugal       | 4   | 3  | 1  | 1  | 1  | 2  | 3  | -1  | 44,4% |
| 18     | Noruega        | 3   | 3  | 1  | 0  | 2  | 13 | 5  | +8  | 33,3% |
| 19     | Sudáfrica      | 1   | 3  | 0  | 1  | 2  | 3  | 7  | -4  | 11,1% |
| 20     | Arabia Saudita | 0   | 3  | 0  | 0  | 3  | 4  | 8  | -4  | 0%    |
| 21     | México         | 0   | 3  | 0  | 0  | 3  | 1  | 6  | -5  | 0%    |
| 22     | Catar          | 0   | 3  | 0  | 0  | 3  | 0  | 6  | -6  | 0%    |
| 23     | Tahití         | 0   | 3  | 0  | 0  | 3  | 0  | 14 | -14 | 0%    |
| 24     | Honduras       | 0   | 3  | 0  | 0  | 3  | 0  | 19 | -19 | 0%    |

### Goleadores
| Jugador               | Selección      | Goles | Partidos | Minutos |
| --------------------- | -------------- | ----- | -------- | ------- |
| Erling Haaland        | Noruega        | 9     | 3        | 270'    |
| Danylo Sikan          | Ucrania        | 4     | 6        | 280'    |
| Amadou Sagna          | Senegal        | 4     | 4        | 334'    |
| Sebastian Soto        | Estados Unidos | 4     | 5        | 383'    |
| Andrea Pinamonti      | Italia         | 4     | 6        | 449'    |
| Sekou Koita           | Malí           | 3     | 4        | 390'    |
| Ibrahima Niane        | Senegal        | 3     | 4        | 335'    |
| Serhii Buletsa        | Ucrania        | 3     | 7        | 539'    |
| Amine Gouiri          | Francia        | 3     | 4        | 206'    |
| Adolfo Gaich          | Argentina      | 3     | 4        | 267'    |
| Juan Camilo Hernández | Colombia       | 3     | 5        | 406'    |
| Denys Popov           | Ucrania        | 3     | 6        | 525'    |

### Asistencias
| Jugador        | Selección      | Asistencias | Minutos |
| -------------- | -------------- | ----------- | ------- |
| Jens Hauge     | Noruega        | 4           | 107'    |
| Lee Kang-in    | Corea del Sur  | 4           | 620'    |
| Mohamed Camara | Malí           | 3           | 360'    |
| Sekou Koita    | Malí           | 3           | 390'    |
| Nabil Alioui   | Francia        | 2           | 262'    |
| Julián Álvarez | Argentina      | 2           | 274'    |
| Elijah Just    | Nueva Zelanda  | 2           | 285'    |
| Ibrahima Niane | Senegal        | 2           | 335'    |
| Moussa Diaby   | Francia        | 2           | 348'    |
| Iván Angulo    | Colombia       | 2           | 443'    |
| Timothy Weah   | Estados Unidos | 2           | 447'    |
| Serhii Buletsa | Ucrania        | 2           | 539'    |

## Premios y reconocimientos

### Bota de Oro
La Bota de Oro se entrega al goleador del torneo.
| Premio         |                | Jugador        | Selección | Goles |
| -------------- | -------------- | -------------- | --------- | ----- |
| Bota de Oro    | Bota de Oro    | Erling Haaland | Noruega   | 9     |
| Bota de Plata  |                | Danylo Sikan   | Ucrania   | 4     |
| Bota de Bronce | Bota de Bronce | Amadou Sagna   | Senegal   | 4     |

### Balón de Oro
El Balón de Oro es para el mejor futbolista del torneo. 
| Premio          |                 | Jugador        | Selección     |
| --------------- | --------------- | -------------- | ------------- |
| Balón de Oro    | Balón de Oro    | Lee Kang-in    | Corea del Sur |
| Balón de Plata  | Balón de Plata  | Serhii Buletsa | Ucrania       |
| Balón de Bronce | Balón de Bronce | Gonzalo Plata  | Ecuador       |

### Guante de Oro
El Guante de Oro es para el mejor arquero del torneo.
| Premio        |               | Jugador      | Selección |
| ------------- | ------------- | ------------ | --------- |
| Guante de Oro | Guante de Oro | Andriy Lunin | Ucrania   |

### Premio Fair Play
El Premio Fair Play de la FIFA distingue al equipo con el mejor registro disciplinario de la competición. 
| Selección |
| Japón     |
| --------- |